# New York Hota Bavarian Soccer Club
O New York Hota Bavarian SC é um time de futebol com sede em Nova York .   Atualmente, eles competem na New York Club Soccer League (NYCSL) e na Super Y League . 

## História
No dia 16 de maio de 1971, o clube derrotou os San Pedro Yugoslavs na final e foi o campeão da National Challenge Cup de 1971. 

## Honras
- National Challenge Cup
  - Vencedor (1) : 1971